# Rusc

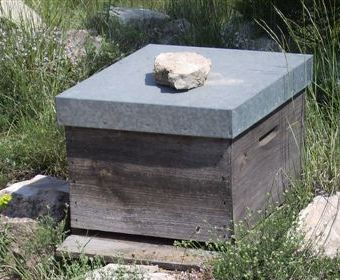
Rusc del tipus Dadant.

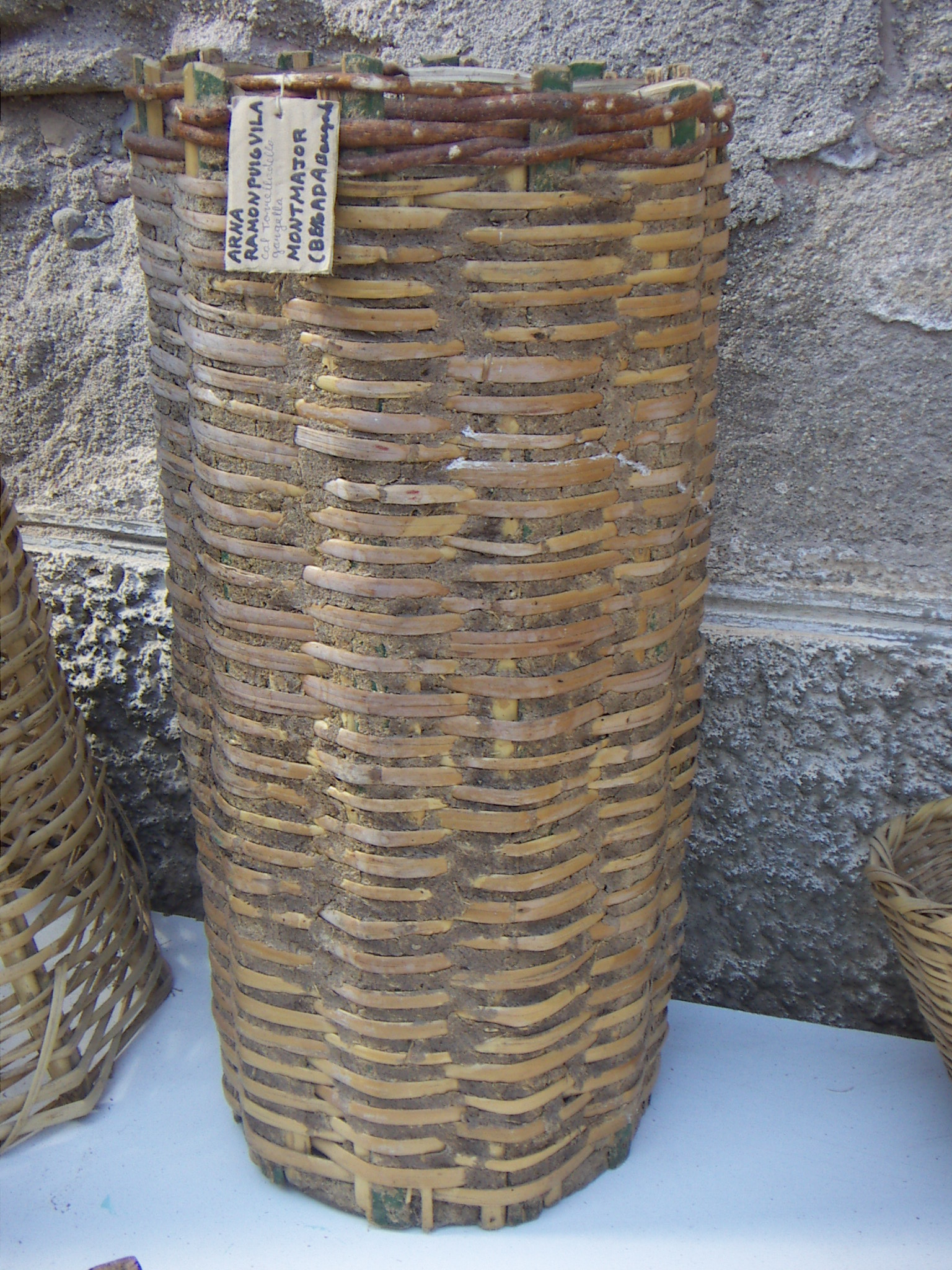
Arna feta de canya i fang.

El rusc és el niu de les abelles. La paraula rusc deriva de la paraula celta que designa l'escorça dels arbres. Avui encara rusg significa això mateix en el gaèlic d'Escòcia. També es coneix amb els nom d'arna, casera, tou d'abelles, buc d'abelles, caixa d'abelles, gaiola o baso. En l'apicultura, l'indret on són situats els ruscos per a l'explotació de les abelles s'anomena apiari.
En l'apicultura, els ruscs o casidos antigament es feien de troncs d'arbres buits, suro o plantes trenades com el vímet, canya, espart o vidalba o altres lianes. Eren per tant de menor capacitat i menys productives, donaven al voltant de mig quilo de mel per cada rusc i eren de difícil observació i recol·lecció. En l'actualitat dominen els ruscos en forma de caixes d'abelles amb quadres mòbils del tipus Layens, Langsthroth o Dadant.

## Els bucs d'abella de la Selva

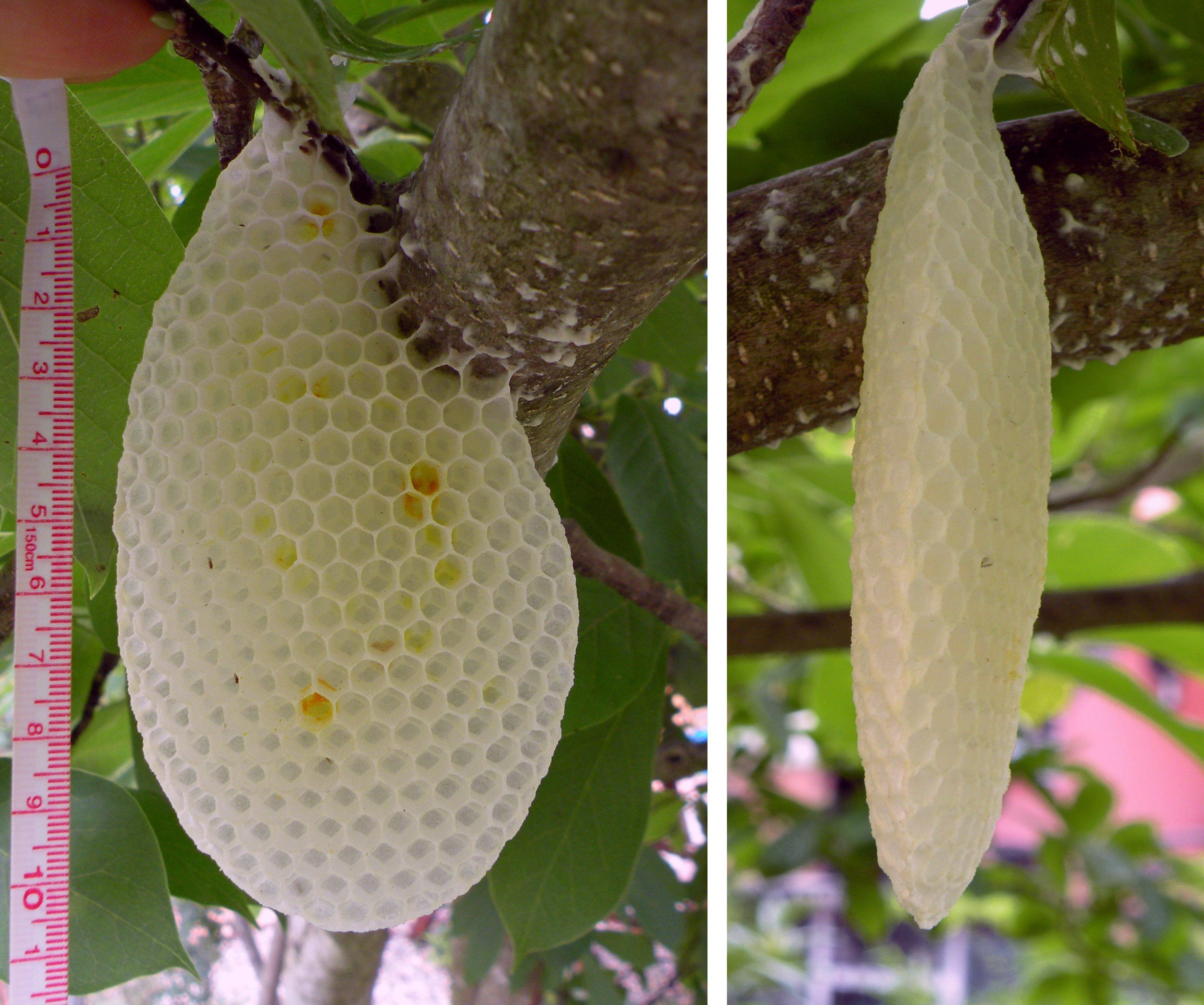
Rusc de recent construcció abandonat després d'una forta tempesta.

Buc d'abelles és l'expressió més emprada al nord de Catalunya i a la comarca de la Selva (sobretot a la part fronterera amb la Garrotxa: Amer, Anglès, Sant Julià del Llor i Bonmatí, Osor, Susqueda, etc.) per designar l'indret on habiten les abelles.
Aquests bucs que ornamenten els apiaris de la Selva són construïts artesanalment, igual com es feia fa més de cent anys. Els vells apicultors selvatano-garrotxins només usen dos productes - naturals - per construir els seus bucs o ruscs: el suro i el bruc. El suro és usat per construir la llar dels insectes melers. Aquesta llar és arrodonida i reposa sobre una llosa que la manté plana i allunyada de la humitat del terra. Al capdavall del buc s'hi fa un petit orifici que serveix d'entrada i de sortida dels himenòpters. Al capdamunt s'hi col·loca un barret, també de suro i arrodonit com la base, que tapa el buc. Normalment, els apicultors selvatans situen una planxa al cim de la tapa de suro per evitar que la pluja el podreixi i sobre la planxa un parell de pedres ufanoses que eviten que el vent se l'emporti. El bruc és polit i treballat fins que queda claviforme i es clava per unir els dos caps de la "rodona" de suro que es converteix en buc, i també per clavar la tapa de suro al buc. A més a més aquest bruc també serveix de travesser dins del buc (normalment cada buc té quatre travessers, situats en forma d'ics de dos en dos; és a dir dos a uns vint centímetres de terra, i dos més a quaranta centímetres de terra, aproximadament). La finalitat d'aquests travessers és fer de base de la bresca o cera amb la qual les abelles emmagatzemen la mel.